# Jean Thomas Guillaume Lorge
Jean Thomas Guillaume Lorge (Caen, 22 novembre 1767 – Chauconin-Neufmontiers, 28 novembre 1826) è stato un generale francese.

## Ancien régime
Il 19 novembre 1785, all'età di 17 anni, si arruolò nel 7º reggimento dei dragoni, e lo lasciò il 13 ottobre 1791.

## Guerre rivoluzionarie francesi
Entrò come capitano nel 1º battaglione Lombard nel settembre 1792, e fece prova del proprio coraggio durante i combattimenti di Malines (il 17 novembre), Gerpinnes e Marcinelle.
Il 25 settembre 1793 viene promosso generale di brigata e con questo grado entra nell'armata delle Ardenne. Nella campagna di quello stesso anno fa mostra di sé assistendo con delle manovre combinate il generale Jourdan nella spedizione su Arlon.
Successivamente sostituisce il generale di divisione Marceau dell'armata della Sambre-et-Meuse, che aveva dovuto abbandonare temporaneamente il comando a causa di una caduta da cavallo. Andò così a porre un blocco a Namur e contribuì ai successi dei combattimenti dell'Ourthe e della Roer e alla presa di Coblenza il I brumaio anno II (22 ottobre 1793).
Passò il Reno a Uerdingen (Krefeld) agli ordini del generale Kléber, e si coprì di gloria alle confluenze di Fürfeld e Dieffenthal, che riuscì a passare dopo una sanguinosa battaglia. Dopo aver passato nuovamente il Reno, si batté con intrepidità nella battaglia di Altenkirchen il III giorno complementare anno IV (19 settembre 1796). Inoltre prese parte attiva alle operazioni dell'assedio di Magonza, agli ordini di Marceau. 
L'anno successivo passa all'armata del Reno sotto il comando del generale Bruneteau mentre l'anno IV viene ingaggiato nell'armata d'Elvezia. Si diresse rapidamente nel Vallese che si era appena levato contro la Francia, si impadronì di Sion e così soffocò sul nascere l'insurrezione.
Il 15 germile anno VII (4 marzo 1799) viene nominato generale di divisione e prende il comando, agli ordini di Massena, delle truppe disseminate nel Fricktal e nei paesi limitrofi.
Il 13 fiorile anno VIII (2 maggio 1800) è al comando di una divisione dell'armata del Danubio, sotto Moreau, e dà nuova prova del suo valore a Engen il 13 pratile anno VIII (2 giugno 1800).
Il 29 frimaio anno IX (20 dicembre 1800) comanda la divisione d'avanguardia dell'armata del Reno, passa la Limmat, spinge le truppe nemiche sotto le mura di Zurigo e, il giorno successivo, guida la presa della città dando la carica in persona alla testa della cavalleria.

## Consolato e impero
Il generale Lorge assistette alla Battaglia di Marengo il 6 messidoro anno IX (25 giugno 1801). Il 19 frimaio anno XII (11 dicembre 1803) viene nominato membro della Legion d'onore.
Il 2 frimaio anno XIV (23 novembre 1805) comanda la III divisione dell'armata del Nord e l'11 febbraio 1806 riceve il comando della XXVI divisione militare. Il 10 novembre l'Imperatore gli affida la divisione di cavalleria dell'VIII corpo della Grande Armata e la V divisione dei dragoni il 25 maggio 1807. Inoltre partecipa alla campagna del 1809 sotto il maresciallo Soult.
Viene fatto barone nel 1808 e nominato governatore della Manica il 5 ottobre 1810. Il 13 marzo 1813 prende il comando della VII divisione di riserva della cavalleria pesante della Grande Armata e quello della divisione di cavalleria leggera del III corpo il 25 marzo 1813.

## Restaurazione
Messo in disponibilità l'11 febbraio 1814, aderisce agli atti del Senato e viene nominato dal re commissario in Portogallo e Spagna per la restituzione dei prigionieri francesi. L'8 luglio riceve il titolo di cavaliere di San Luigi e il 23 agosto di grand'ufficiale della Legion d'Onore.
Venne congedato definitivamente il primo gennaio 1825 e morì il 28 novembre 1826 a Chauconin nel dipartimento della Senna e Marna.
A lui è dedicata una caserma nella sua città natale, Caen; il suo nome inoltre è inciso sotto l'Arco di Trionfo (lato nord, colonna 6) tra quello delle 660 personalità che servirono nell'esercito durante la rivoluzione e il primo impero.